# Sénergues
Sénergues település Franciaországban, Aveyron megyében. Lakosainak száma 424 fő (2022. január 1.). Sénergues Le Fel, Espeyrac, Pruines, Saint-Félix-de-Lunel, Vieillevie és Conques-en-Rouergue községekkel határos.

## Népesség
A település népessége az elmúlt években az alábbi módon változott:
| Lakosok száma | 898  | 732  | 608  | 500  | 427  | 421  | 421  | 421  | 424  | 424  |
|               | 1968 | 1982 | 1990 | 2006 | 2013 | 2015 | 2017 | 2019 | 2020 | 2022 |